# Хај-Нехај
Хај-Нехај или само Нехај је некадашња тврђава у Црној Гори, која се налази око 10 km сјеверозападно од Бара, покрај Сутомора. Град се налази на истоименом стјеновитом брду, мало повученом од мора ка планини Созини на 231 m надморске висине.
Најстарији помен Нехаја је из 1542. године. У једном извјештају из 1555. године гдје се говори да град лежи између Бара и Паштровића, налази се и податак да су га тада чувала само два војника и један тобџија. Још касније, 1558. године наводи се у другом извјештају да у случају потребе град може да прими 900 људи. На најстаријој познатој гравири Бара из 1550. године види се у горњем лијевом углу. Има мјеста претпоставци да је настао можда крајем 15. вијека.
Град је врло неприступачан са свих страна осим са запада, гдје се налази и улаз. Код самог улаза, у коме се могу уочити три фазе градње, има накнадно призидану цистерну за воду. На највишој тачки брда, која је у оквиру града, налази се црквица посвећена светом Димитрију сазидана прије утврђења. У основи је град конципиран за борбу ватреним оружјем. Има округле куле и врло много пушкарница из каснијег периода. Над скоро вертикалним стијенама на крајњем источном дијелу налази се барутана. Читав јужни, виши дио града и дио према улазу испуњен је стамбеним објектима. Ови дјелови би могли бити и нешто старији од сјеверног. 